# Lusotropicalisme
Le lusotropicalisme (portugais : lusotropicalismo) est une théorie selon laquelle la colonisation portugaise était intrinsèquement meilleure que celle des autres pays. Cette notion est apparue dans l'ouvrage écrit par le sociologue brésilien Gilberto Freyre.

## Théorie

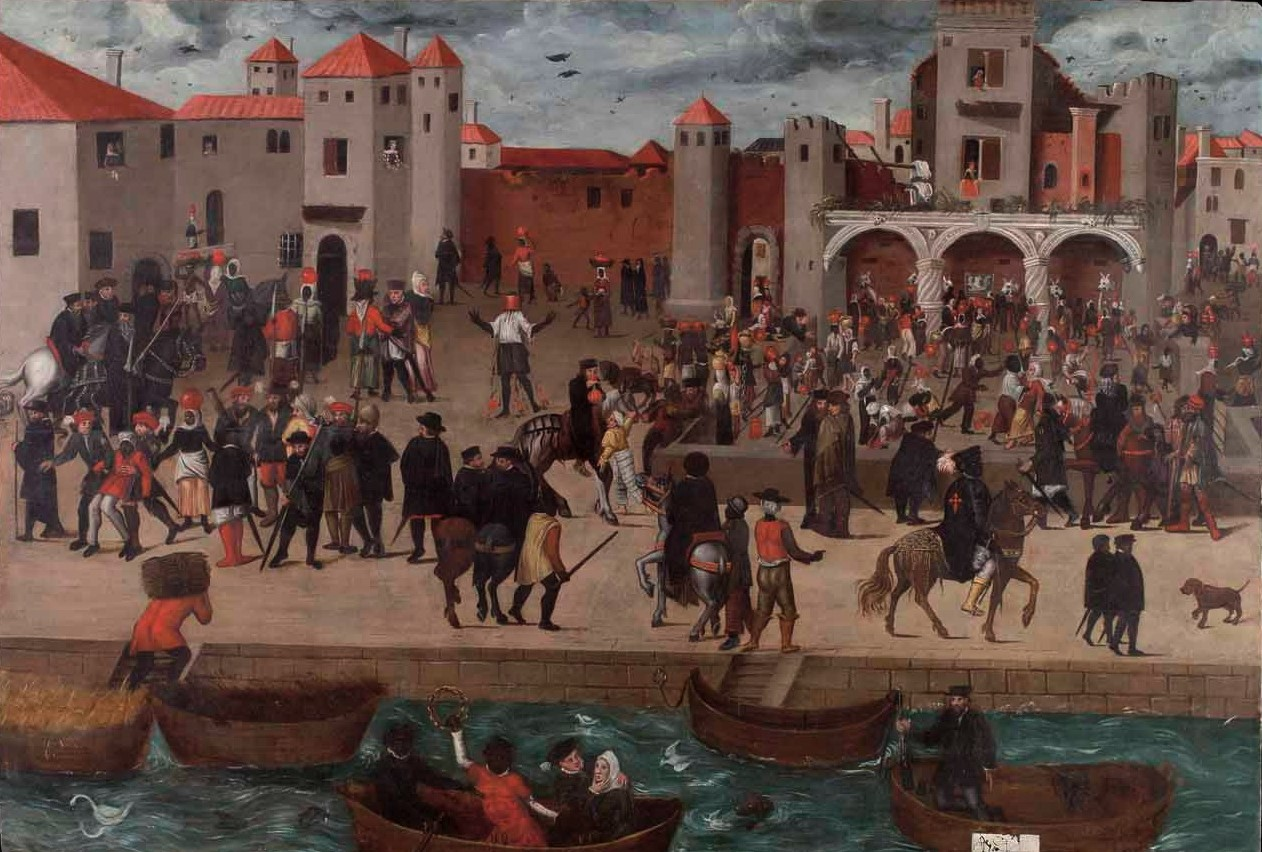
Lisbonne dans les années 1570 accueillait une population multiculturelle.

En raison des multiples peuples (tels que les Celtes, les Romains, les Wisigoths ou les Maures) qui ont habité le Portugal et du climat plus chaud, les Portugais seraient plus humains et amicaux envers d'autres cultures,. De plus, au XXe siècle, le Portugal était la puissance coloniale la plus anciennement implantée dans le monde (certains de ses territoires étaient administrés depuis plus de 5 siècles).
Gilberto Feyre considérait les cultures d'origine portugaise comme plus universelles et comme symboles de la résistance face à l'influence communiste et à l'impérialisme américain « barbares ». Le lusotropicalisme célébrait l'empire portugais, ses promesses de métissage et son apport civilisationnel aux pays colonisés.

## Critiques
Après la publication de son ouvrage Casa-Grande & Senzala, l'écrivain a fait face à de nombreuses critiques. Il a précisé sa pensée en expliquant que l'intense métissage ayant eu lieu au Brésil ne signifiait pas qu'il y avait une absence de discrimination, mais une « moindre discrimination comparée à celle ayant toujours lieu à d'autres endroits ». Pour lui, l'esprit fraternel au Brésil prévalait face au racisme, même s'il admettait qu'une véritable égalité n'avait toujours pas été atteinte.

## Reprise par Salazar
Malgré un rejet initial de cette notion par le dictateur António de Oliveira Salazar, qui critiquait la théorie selon laquelle les Portugais étaient plus enclins au métissage, il l'a ensuite utilisée pour justifier sa politique coloniale. Pour lui, le Portugal était une nation multiculturelle, multiraciale et pluricontinentale depuis le XVe siècle. Une perte de ses colonies aurait rendu le pays moins indépendant et autosuffisant.